# Brams
Brams es un grupo de música español, originario de Berga (provincia de Barcelona, Cataluña) que estuvo activo desde 1990 a 2005, marcados por el compromiso con el independentismo catalán de izquierdas y el contenido social de sus letras, formando parte del movimiento musical denominado Rock català. En 2010 decidieron volver a los escenarios con una gira para celebrar el vigésimo aniversario del grupo, hecho que propició la vuelta del grupo con un nuevo disco y otra gira en 2011.

## Historia
En 1990, Sergi Valero, Francesc Ribera y Josep María Gómez dieron forma al grupo. Poco después se incorporaron Toni Romero, August Gendrau y Francesc Xavier Martínez (los cuales tocaban juntos en un grupo de Berga) y Jordi Castilla. También formó parte del grupo Silvia Cardona hasta poco después del primer álbum.
Comenzaron con un concierto en Serchs (población de la comarca catalana del Bergadá) y, después de otros conciertos en la comarca, en 1991 actuaron por primera vez en Barcelona, en las Cocheras de Sants.
A principios de 1992 sacaron su primer álbum Amb el Rock a la Faixa, producido por Reyes Torino, quien también actuó como productor en los siguientes trabajos: Ni un pas enrera (1993) y el EP La Diplomàcia de la Rebel·lia (1994). Para este último disco contaron con la colaboración del grupo vasco Negu Gorriak.
En 1995 editan su tercer álbum Cal Seguir Lluitant, en el cual se puede detectar un salto de calidad en el aspecto musical.
En 1997 sacan su primer disco en directo Brams al Liceu, grabado en la sala "La Capsa" de El Prat de Llobregat. Además, colaboran en el recopilatorio L'asturianu muévese en defensa del idioma asturiano, grabando en dicha lengua su tema Fidels a l'utopía.
Del viaje a Nicaragua de algunos miembros del grupo surge el EP Nena de Nicaragua (1998).
Su cuarto álbum de estudio, Tot és Possible (1999) significó otra mejora tanto en las letras como en la música del grupo, después de un cambio de discográfica y de producción.
En 2001 sacan Aldea Global Thematic Park, donde continúan con su incisiva crítica política y social.
En 2003 aparece su último disco en estudio, Energía, un trabajo donde se detecta mucho optimismo.
Sempre més (2005) es su disco de despedida, grabado en directo en su último concierto, en Berga.
En 2011 aparece Oferta de diàleg, el disco con el que vuelven a la escena musical después de 6 años de parón.

## Miembros
- Francesc Ribera "Titot" - Voz
- Jordi Castilla - Teclados
- Pere Borralleras "Perli" - Bajo
- David Rosell - Guitarra
- Sergi Beringues - Trompeta
- Guillem Vernis - Saxo
- Xevi Vila "Xef" - Batería

### Miembros anteriores
- Albert Vila "Alf" - Bajo
- Sílvia Cardona - Coros
- Toni Romero - Guitarra
- Josep Maria Gómez "Txema" - Batería
- August Gendrau - Guitarra
- Carles Oliver - Batería
- Francesc Xavier Martínez "Txu" - Bajo
- Marc Buxó
- Albert Carlota

## Discografía
- Amb el Rock a la Faixa (1992)
- Ni un Pas Enrera (1993)
- La Diplomàcia de la Rebel·lia (1994)
- Cal Seguir Lluitant (1995)
- Al Liceu (1997) (Directo)
- Nena de Nicaragua (1998)
- Tot és Possible (1999)
- Aldea Global Thematic Park (2001)
- Energía (2003)
- Sempre més (2005) (Directo)
- Oferta de Diàleg (2011)
- Anem Tancant les Portes a la Por (2014)
- Demà (2017)

## Otros proyectos
Aparte de Brams, Francesc Ribera "Titot" y David Rosell participan en el grupo de folk-rock Mesclat, junto a Joan Reig de Els Pets, Carles Belda de Pomada y otros. Al mismo tiempo, forman el dúo Titot i David Rosell.
Francesc Ribera "Titot" tiene otro proyecto, Dijous paella, con músicas de aire rumbero.
David Rosell por su parte es el cantante y guitarrista del grupo Dept..